# Zuo Zhuan
Lo Zuo Zhuan (左傳T, Zuǒ zhuànP, Tso ChuanW), tradotto con Cronaca di Zuo o Commentario di Zuo, è la più antica cronaca cinese in forma narrativa. Essa copre il periodo compreso tra il 722 a.C. e il 468 a.C..

## Autore
Tradizionalmente la si attribuisce a Zuo Qiuming, come commento agli Annali delle primavere e degli autunni, ma molti studiosi ritengono che sia un testo indipendente della stessa epoca degli annali. La maggior parte degli studiosi moderni di questo libro ritiene che sia stato compilato durante il Periodo dei regni combattenti.

## Contenuto
È essenziale per la comprensione del periodo delle primavere e degli autunni. L'opera è anche la prima testimonianza del gioco weiqi, nonché un modello di prosa in cinese classico.